# Чериковский район
Че́риковский райо́н (бел. Чэ́рыкаўскі раён) — административная единица на востоке Могилёвской области Республики Беларусь. Административный центр — город Чериков.
Численность населения — 12 164 человек (на 1 января 2025 года).

## Административно-территориальное деление
В административном отношении район подразделяется на город Чериков и 5 сельсоветов:
- Вепринский
- Веремейский
- Езерский
- Речицкий
- Сормовский

## География
Площадь 1020 км² (17-е место среди районов).
Основные реки — Сож с притоками Волчес, Удага, Лобчанка.

## Геральдика
Герб утверждён решением Чериковского районного Совета депутатов от 28 июня 2002 года № 16-6 и зарегистрирован в Гербовом матрикуле Республики Беларусь 17 июля 2002 года № 92.    
Флаг учреждён Указом Президента Республики Беларусь 24 августа 2006 года № 526 и зарегистрирован в Государственном геральдическом регистре Республики Беларусь 29 августа 2006 года № Б-96. Утверждён решением Чериковского районного Совета депутатов от 30 июня 2005 года № 11–13.

## История
Район образован 17 июля 1924 г. на основе Чериковского уезда. В 1924—1927 годах находился в составе Калининского округа, в 1927—1930 годах — в Могилёвском округе, в 1930—1938 годах — в прямом республиканском подчинении, с 1938 года — в Могилёвской области.
5 декабря 1931 года Веремейский сельсовет передан Чаусскому району, но уже 20 января 1932 года возвращён в состав Чериковского района.
16 сентября 1959 года Чериковский район был упразднён, а его территория передана Кричевскому району, который, в свою очередь, также был упразднён в 1962 году, а территория бывшего Чериковского района была передана Краснопольскому району. В 1965 году Кричевский район был восстановлен и включал большую часть бывшего Чериковского района, включая сам Чериков. 30 июля 1966 года Чериковский район был повторно образован и включал город Чериков и 5 сельсоветов из состава Кричевского района и 1 сельсовет из состава Краснопольского района.
20 октября 1995 года административные единицы Чериковский район и город Чериков, имеющие общий административный центр, объединены в одну административную единицу — Чериковский район.

## Население
Численность населения — 12 164 человек (на 1 января 2025 года), в том числе городское — 7 710 человек (Чериков — 7 710 человек), сельское — 4 454 человек.
Численность населения — 12 566 человек (на 1 января 2023 года), в том числе в городских условиях (Чериков) проживают — 7 774 человек, в сельских условиях — 4 792 человек. Всего в районе вместе с Чериковом насчитывается 121 населённый пункт.

В ходе переписи 2019 года 94,3% жителей района назвали себя белорусами, 4,35% — русскими, 0,87% — украинцами, 0,07% — поляками.
| 1959    | 1970    | 1989    | 1999    | 2009    | 2016    | 2019    | 2019    | 2020    |
| ------- | ------- | ------- | ------- | ------- | ------- | ------- | ------- | ------- |
| 30 206  | ↘27 207 | ↘22 432 | ↘17 660 | ↘14 875 | ↘13 530 | ↘12 960 | ↗13 370 | ↘13 300 |
| 2021    | 2022    | 2023    | 2024    | 2025    |         |         |         |         |
| ↘13 101 | ↘12 777 | ↘12 566 | ↘12 413 | ↘12 164 |         |         |         |         |

На 1 января 2018 года 20,3% населения района были в возрасте моложе трудоспособного (3-е место в Могилёвской области), 53,8% — в трудоспособном возрасте, 25,9% — в возрасте старше трудоспособного. Средние показатели по Могилёвской области — 17,5%, 56,8% и 25,7% соответственно. 52% населения составляли женщины, 48% — мужчины (средние показатели по Могилёвской области — 52,9% и 47,1% соответственно, по Республике Беларусь — 53,4% и 46,6%).
Коэффициент рождаемости в районе в 2017 году составил 12,7 на 1000 человек, коэффициент смертности — 16,1 (в районном центре — 11,2 и 10,8 соответственно). Средние показатели рождаемости и смертности по Могилёвской области — 10,5 и 13,6 соответственно, по Республике Беларусь — 10,8 и 12,6 соответственно. По уровню рождаемости район занял 4-е место в области, по уровню смертности — 15-е. Всего в 2017 году в районе родилось 169 и умерло 213 человек, в том числе в районном центре родились 91 и умерли 88 человек.
В 2017 году в районе было заключено 83 брака (6,3 на 1000 человек, средний показатель по Могилёвской области — 7,1) и 49 разводов (3,7 на 1000 человек, средний показатель по Могилёвской области — 3,6). По числу разводов на 1000 человек район занимает 4-е место в области после Бобруйска, Могилёва и Осиповичского района.

## Экономика

### Сельское хозяйство
Общая посевная площадь сельскохозяйственных культур в организациях района (без учёта фермерских и личных хозяйств населения) в 2017 году составила 20 487 га (205 км², 19-е место в Могилёвской области). В 2017 году под зерновые и зернобобовые культуры было засеяно 10 908 га, под кормовые культуры — 7794 га. Валовой сбор зерновых и зернобобовых культур в сельскохозяйственных организациях в 2017 году составил 25,6 тыс. т. По валовому сбору зерновых в 2017 году район занял 19-е место в Могилёвской области. Средняя урожайность зерновых в 2017 году составила 23,9 ц/га (средняя урожайность по Могилёвской области — 33,4 ц/га, по Республике Беларусь — 33,3 ц/га). По этому показателю район занял 19-е место в Могилёвской области.
На 1 января 2018 года в сельскохозяйственных организациях района содержалось 9 тыс. голов крупного рогатого скота, в том числе 3,3 тыс. коров, а также 25,4 тыс. свиней. По поголовью крупного рогатого скота район занял 20-е место в Могилёвской области, по поголовью свиней — 5-е. В 2017 году сельскохозяйственные организации района реализовали 2,9 тыс. т скота на убой (в живом весе) и произвели 8,2 тыс. т молока. По производству молока район занял 20-е место в Могилёвской области. Средний удой молока с коровы — 2760 кг (средний показатель по Могилёвской области — 4296 кг, по Республике Беларусь — 4989 кг).
| Валовой сбор зерновых и зернобобовых, тыс. т:                                                   | Урожайность зерновых и зернобобовых, ц/га:                                                      |
| Графики недоступны из-за технических проблем. См. информацию на Фабрикаторе и на mediawiki.org. | Графики недоступны из-за технических проблем. См. информацию на Фабрикаторе и на mediawiki.org. |

## Транспорт
Через район проходит железная дорога Могилёв — Кричев, автодороги Кричев — Рогачёв, Могилёв — Чериков.

## Здравоохранение
В 2017 году в учреждениях здравоохранения района работало 28 врачей и 141 средний медицинский работник, в лечебных учреждениях было 95 больничных коек. Численность врачей в пересчёте на 10 тысяч человек — 21,3 (средний показатель по Могилёвской области — 34,6, по Республике Беларусь — 40,5), количество больничных коек в пересчёте на 10 тысяч человек — 72,2 (средний показатель по Могилёвской области — 83,1, по Республике Беларусь — 80,2). По этим показателям район занял 13-е и 6-е места в области соответственно.

## Образование
В 2017 году в районе насчитывалось 10 учреждений дошкольного образования (включая комплексы «детский сад — школа») с 0,6 тыс. детей. В 2017/2018 учебном году в районе действовало 10 учреждений общего среднего образования, в которых обучались 1,6 тыс. учеников. В школах района работало 237 учителей. В среднем на одного учителя приходилось 6,6 учеников (среднее значение по Могилёвской области — 8,4, по Республике Беларусь — 8,7). В районном центре расположен Чериковский государственный профессиональный лицей №11 (готовит поваров, продавцов, кондитеров).

## Культура
В районном центре действует Чериковский историко-краеведческий музей, в котором собрано почти 9 тысяч музейных предметов основного фонда. В 2016 году музей посетили 9 тысяч человек, в 2015 году — 11,3 тысячи. Музей располагает, в числе прочих экспонатов, зубом и образцом шерсти мамонта, коллекцией из 700 монет, топором XVI века, иконами XVIII—XIX веков, большой коллекцией народной одежды и предметов быта, картинами художника Алексея Марочкина.

## События и мероприятия
Ежегодно в агрогородке Веремейки проходят соревнования по лыжным гонкам на призы Олега Рыженкова.

## Достопримечательность
- Церковь Рождества Пресвятой Богородицы в Чериков
- Геологическое обнажение «Чериков» — памятник природы республиканского значения

## СМИ
Издаётся газета «Веснiк Чэрыкаўшчыны».